# 氮氧化硅
氧氮化硅是一种化学式为SiOxNy的陶瓷材料。在无定形形态下，其组成可在SiO2（二氧化硅）与Si3N4（氮化矽）之间连续变化，但唯一已知的中间晶相为Si2N2O。 它以稀有矿物氧氮硅石的形式存在于某些陨石中，也可在实验室中合成。

## 特性

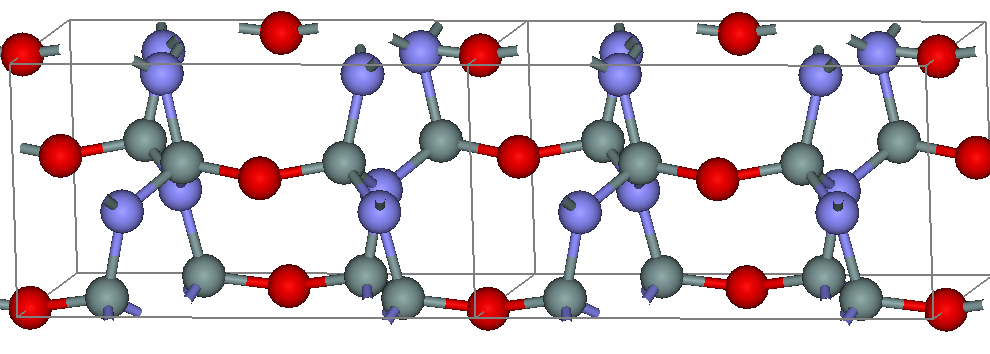
Si_{2}N_{2}O晶体结构，红色–氧，蓝色–氮，灰色–硅。

氧氮化硅的晶体结构由SiN3O四面体沿c轴通过氧原子连接，垂直方向则通过氮原子连接。该结构的强共价键使其具有高抗彎強度，并能在约1600 °C下保持抗热和抗氧化性能。

## 合成
多晶氮氧化硅陶瓷主要由 Si 和二氧化硅混合物在高于硅熔点（1414 °C），范围为 1420–1500 摄氏度:  
多晶氧氮化硅陶瓷主要通过在高于硅熔点（1414 °C）的1420-1500 °C范围内，将Si与SiO2混合物在氮气中进行氮化制得：
3 Si + SiO2 + 2 N2 → 2 Si2N2O
氧氮化硅材料也可通过陶瓷先驱体聚合物（如聚硅烷和聚乙氧基硅杂氮烷）热解制得。由此得到的SiON材料称为聚合物衍生陶瓷（PDCs）。利用陶瓷先驱体聚合物，可采用常用于聚合物的成型技术制备复杂形状的致密或多孔氧氮化硅陶瓷。

## 应用
可采用多种等离子体沉积技术在硅片上生长氧氮化硅薄膜，作为微电子领域中替代二氧化硅和氮化矽的介电层，具有漏电流低和热稳定性高的优点。这些薄膜呈无定形结构，其化学组成可大幅偏离Si2N2O。通过调节薄膜中的氮/氧比，可将折射率在~1.45（二氧化硅）与 ~2.0（氮化硅）之间连续调节，此特性对制作渐变折射率组件（如渐变折射率光纤）尤为有用。
氧氮化硅可掺入金属元素，最常见的是四元SiAlON化合物系列Sialon陶瓷。含有镧系元素（如La、Eu或/和Ce）的四元氧氮化硅可用作荧光粉。